# Omar Galliani

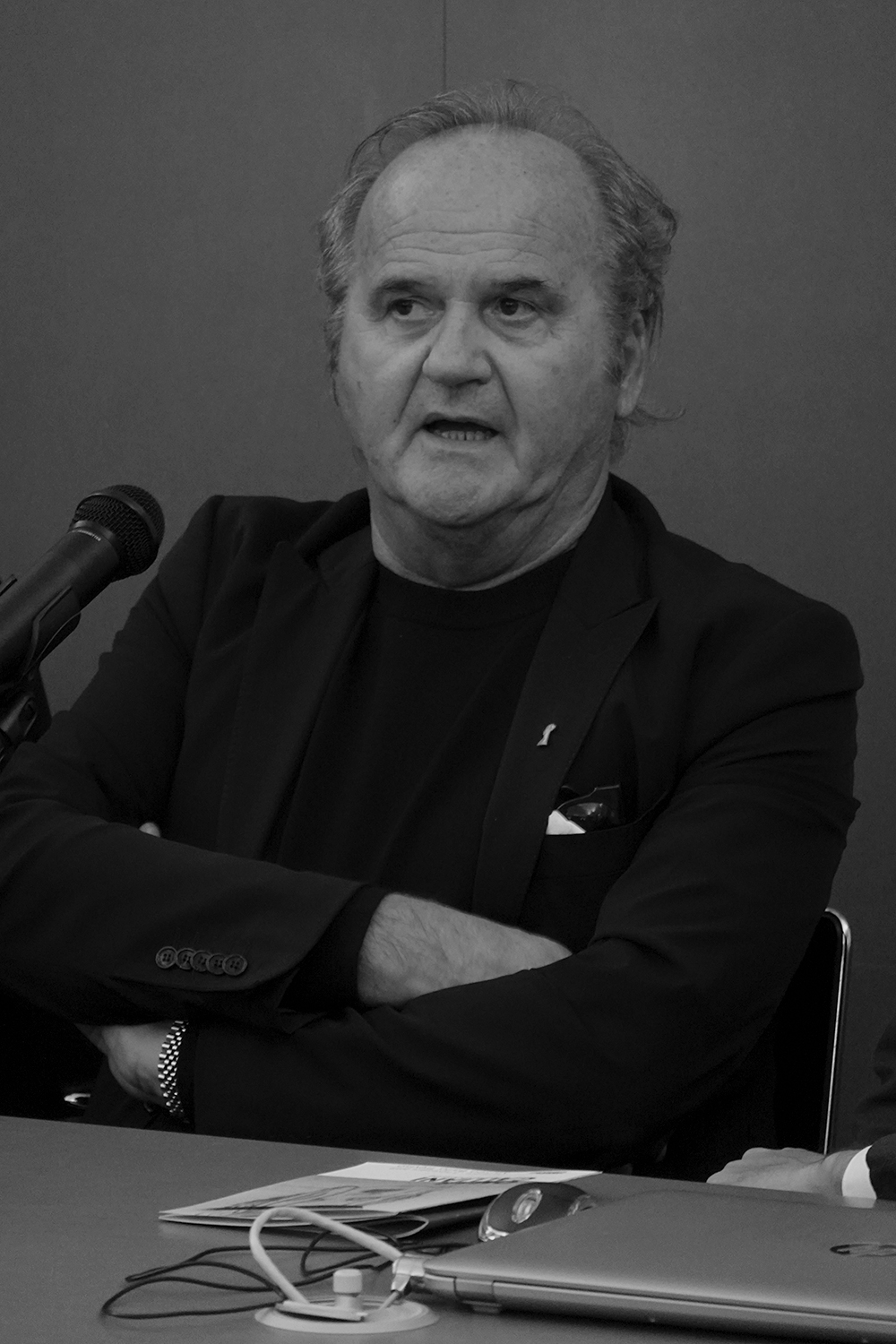
Omar Galliano (2019)

Omar Galliani (* 1954 in Montecchio Emilia) ist ein italienischer Künstler.
Galliani studierte an der Akademie der bildenden Künste in Bologna und unterrichtet an der Accademia di Belle Arti di Brera in Mailand. Galliani nahm dreimal an der Biennale in Venedig teil (1982, 1984, 1986).